# Серро-де-Паско

4 реала отчеканенных в Паско уже во времена республики

Серро-де-Паско (исп. Cerro de Pasco) — город в центральной части Перу. Население города составляет около 60 000 человек, в последние годы численность населения уменьшается. Находится в Андах на высоте 4380 метров, что делает город одним из самых высокогорных в мире. Город — административный центр региона Паско. Является значимым центром горных выработок. Связан автомобильным и железнодорожным транспортом с Лимой.

## История
В начале XVII века в городе были открыты богатые залежи серебра, что сделало город значимым горнодобывающим центром. Основные запасы серебра были истощены ещё во времена испанского владычества, но в городе всё ещё ведётся добыча цинка, свинца, а также серебра.
В 1567 году в Серро-де-Паско начинается активная добыча серебра, хотя ещё до прибытия испанцев в районе города инками велась добыча серебра.
В 1601 году по приказу вице-короля Луиса де Веласко Серро-де-Паско было передано в качестве энкомьенды испанскому конкистадору Фернандо Тельо Кантерасу.
Несмотря на плохие погодные условия связанные с высокогорьем к 1630 году в город для работ по добыче серебра переселилось большое количество рабочих.
В 1639 году в правление вице-короля Луиса Херонимо де Кабреры от города в Испанию было послано 5000 дукатов серебром. В ответ испанским указом городу был дарован титул «Ciudad Real de Minas» (город королевских копей).
В 1760 году в районе города были открыто новое богатейшее месторождение серебра «Gran Túnel de Yanacancha» что имело большое значение для испанской короны поскольку за два века добычи шахты Потоси истощились, что привело к банкротству. Таким образом шахты Серро-де-Паско стали главным добытчиком серебра для испанской короны.
Открывший месторождение «Gran Túnel de Yanacancha» испанский шахтёр Хосе Маис и Ариас стал богатейшим человеком в городе, в 1764 году он послал большое количество слитков серебра королю с просьбой даровать ему титул маркиза, в 1771 году король Карлос III удовлетворил его просьбу, теперь простой шахтёр стал носить имя Дон Хосе Маис и Ариас, маркиз де ла Реал Конфианса. Произошло это уже после смерти шахтёра, что привело к спорам среди его сыновей за наследование титула.
В 1771 году вице-король Мануэль Амат-и-Хуньент основал в городе монетный двор, который чеканил впоследствии знаменитые «4 реала Паско».
В начале XIX века в надежде обогащения в город прибыло много иностранцев, а также авантюристов. В городе было открыто 12 вице-консульств европейских и американских государств.
28 июля 1905 года в Серро-де-Паско появилась железная дорога.
В 1906—1927 годах американская горно-обогатительная компания ведёт добычу серебра и золота из медных руд.
В 1940 годах в Серро-де-Паско начинается добыча свинца.

## Спорт
С 2004 года в городе базируется футбольный клуб первого перуанского дивизиона «Депортиво Уанка». Таким образом, «Депортиво» является одним из немногих клубов, базирующихся в высокогорье, в связи с чем подвергается постоянной критике других участников чемпионата Перу по футболу из-за сложностей, связанных с игрой в условиях кислородного голодания и, часто, крайне низких температур.